# I cospiratori (film 1960)
I cospiratori (A Terrible Beauty) è un film del 1960 diretto da Tay Garnett.